# Reactor de gas

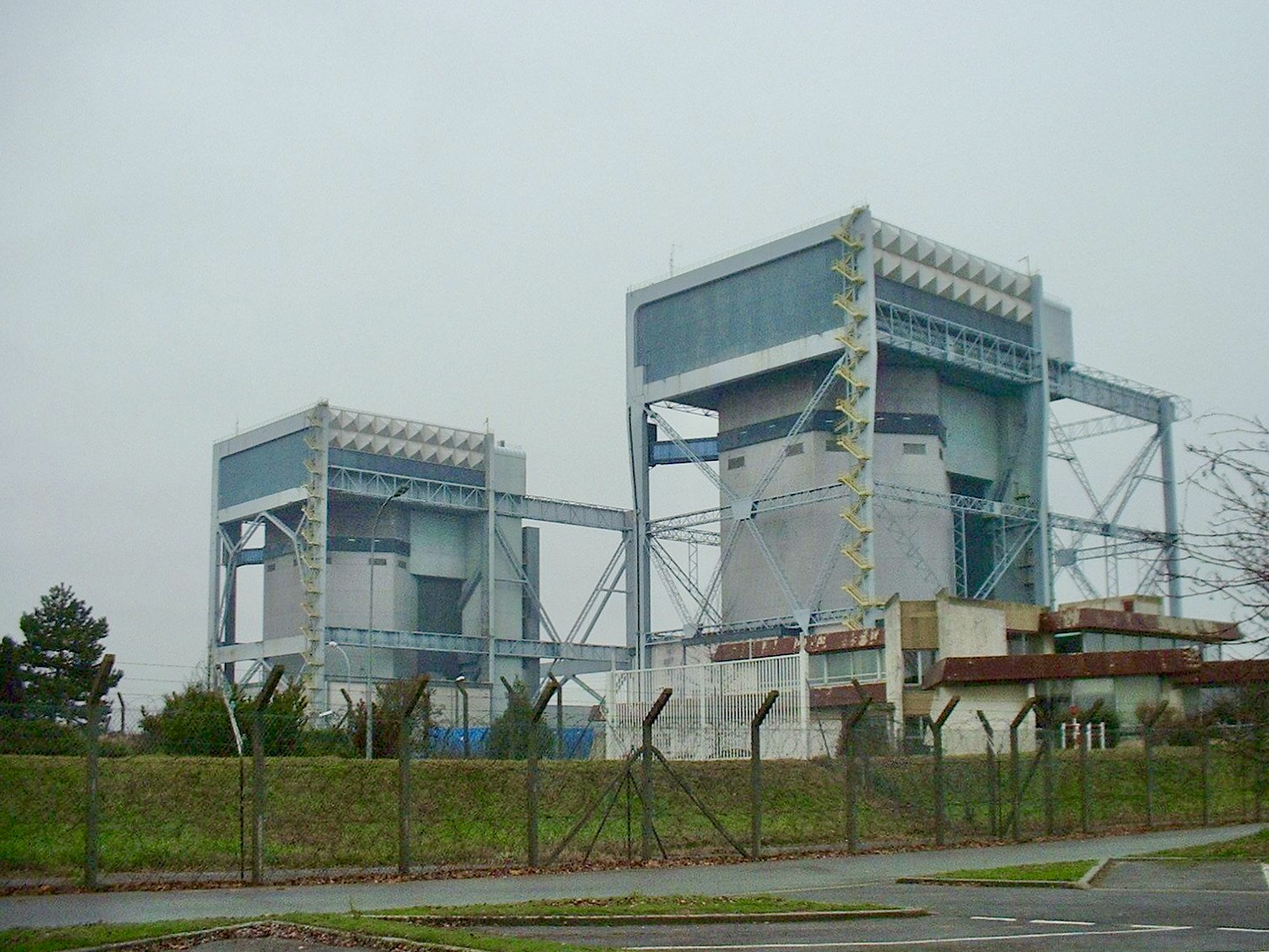
Reactors A1 i A2 de Saint-Laurent-des-Eaux

Un reactor de gas o GCR (de l'anglès gas cooled reactor) és un tipus de reactor nuclear tèrmic (és a dir, moderat) de fissió nuclear que fa servir grafit com a moderador dels neutrons i diòxid de carboni en estat gasós com a refrigerant. Segons la classificació que fa l'Organisme Internacional de l'Energia Atòmica de les Nacions Unides, OIEA, aquest tipus de reactors inclou els de tipus AGR (de l'anglès Advanced Gas-cooled Reactor) i Magnox (de l'anglès MAGnesium Non-OXidising), ambdós de tecnologia britànica. En 1997, segons la OIEA, hi havia al món 35 centrals nuclears amb reactors de gas, que donaven una potència total entre totes elles de 13.116 MWe. Vandellòs I tenia aquest tipus de reactor.
Històricament també hi havia un tipus de GCR francès, anomenat UNGG (del francès Uranium Naturel Graphite Gaz), però es tracta d'un tipus totalment obsolet i del qual actualment no en queda cap operatiu al món. Van ser la primera generació de reactors nuclears a França, desenvolupats arran de la Segona Guerra Mundial. En total es van construir deu centrals nuclears amb aquesta tecnologia, nou a França i una als Països Catalans: Vandellòs I, actualment en segona fase de desmantellament.
Les diferències essencials entre els models AGR, Magnox i UNGG són el combustible que empren i el revestiment amb què n'envolten les pastilles. Els Magnox i els UNGG es van desenvolupar al mateix temps, són els més antics i bastant similars, usen urani natural com a combustible i es diferencien en el fet que el Magnox envolta les pastilles amb un aliatge de magnesi i alumini mentre que els UNGG ho feien amb una de magnesi i zirconi. La nova generació de GCR, els ACR (o reactors de gas avançats), fan servir urani enriquit com combustible.